# Nido de cuervos

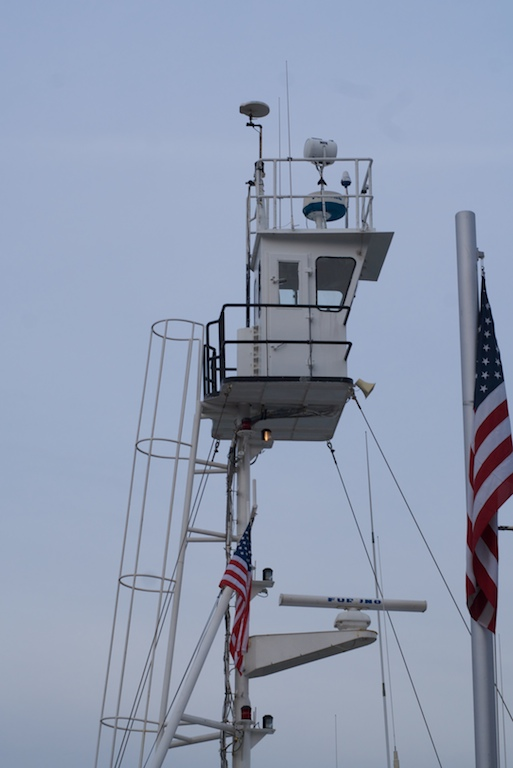
Nido de cuervos en un remolcador de la armada estadounidense.

Un nido de cuervos es una estructura en la parte superior del mástil principal de un buque donde se ubican los vigías y es utilizada como punto de vigilancia.
No debe confundirse con la cofa, la plataforma en la parte superior de cada mástil inferior de la vela cuadra.

## Historia
En los barcos esta posición aseguraba el campo de visión más amplio para que los vigías detectaran peligros que se aproximaban, otros barcos o tierra a simple vista o con dispositivos ópticos como telescopios o prismáticos.

### Antigüedad
Los nidos de cuervos aparecen en relieves egipcios desde el siglo XII a. C. y en representaciones de barcos fenicios, etruscos y beocios, ya en los siglos VIII y VII a. C.
El nido del cuervo desaparece completamente de representaciones de barcos después del séptimo siglo, aunque la relación entre un punto de vista elevado y una mejor visibilidad continúa siendo bien entendida. Teón de Esmirna escribió que trepando al mástil de un barco, se podía ver tierra que es invisible para los que están en cubierta.

### Edad Contemporánea

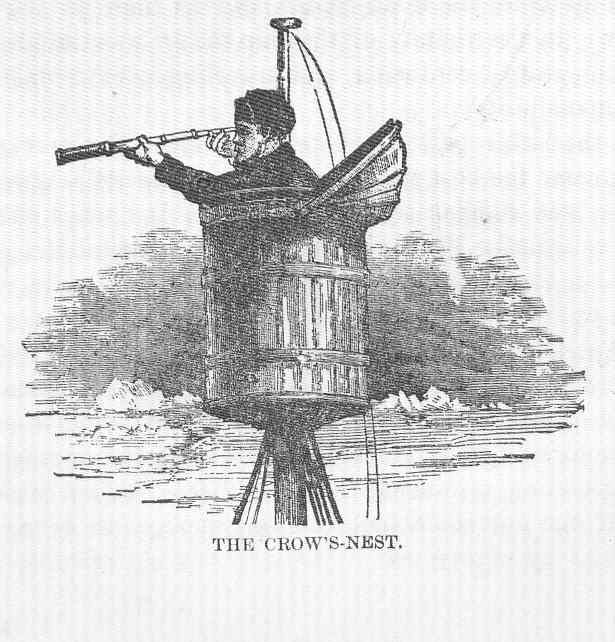
Diseño de Scoresby.

Según William Scoresby, el nido de cuervo fue inventado en el siglo XIX por su padre; un ballenero y también explorador del Ártico. En realidad, simplemente realizó una mejora en los diseños existentes y llegó al modelo actual.

## Etimología
La primera aparición registrada del término fue en 1807 y la usó Scoresby (padre) para describir su diseño, ya se parecía a un nido en un árbol.
Según una leyenda náutica popular, el término deriva de la práctica de los marineros vikingos que llevaban cuervos en una jaula asegurada a la parte superior del mástil. En casos de mala visibilidad, se soltaba un cuervo y el navegante trazaba un rumbo correspondiente a la trayectoria de vuelo del ave, porque el ave invariablemente se dirigía «a vuelo de pájaro» hacia la tierra más cercana. Aun así, otros becarios navales no han encontrado ninguna evidencia de la jaula de cuervos en el tope del mástil.

## Otros usos

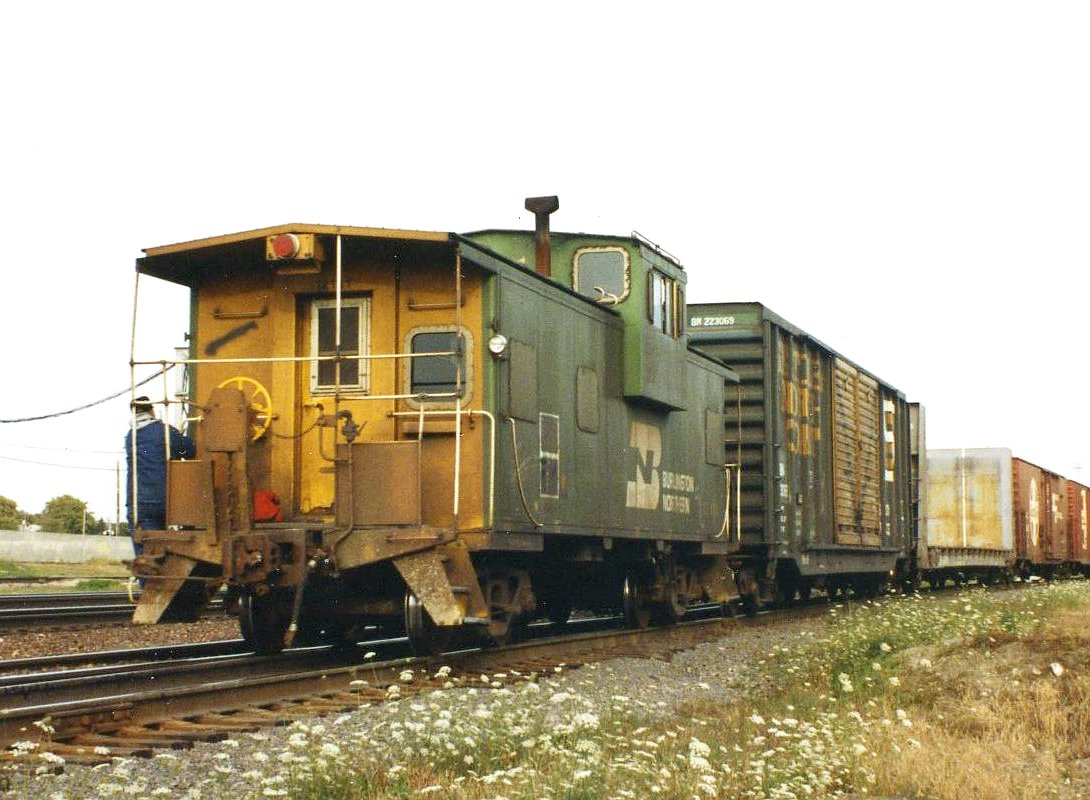
Un furgón de cola con un nido de cuervo (también conocido como asiento de ángel).

En trenes de ferrocarril clásico, la estructura en forma de caja sobre el furgón de cola, el «asiento de ángel», también se llamaba nido de cuervos. Sirvió para la observación de todo el tren en movimiento.
En la instrucción militar, dado que el nido del cuervo es un punto alejado del centro de masas del barco; el movimiento de rotación se amplifica y puede provocar mareos graves, incluso en marineros acostumbrados, ser enviado al nido de cuervos también se considera un castigo.
El término a veces se usa metafóricamente para las estructuras más altas de edificios, torres, etc. Tales estructuras a menudo se conocen como el mirador de la viuda.